# Sebastian Szymanski (Basketballspieler)
Sebastian Szymanski (* 24. Januar 1975 in Ruda Śląska) ist ein ehemaliger deutscher Basketballspieler. Der 1,86 Meter große Aufbauspieler lief in 46 Spielen der Basketball-Bundesliga für Lich und Gießen auf.

## Laufbahn
Der in Polen geborene Szymanski spielte zunächst bei CVJM Köln-Süd und Bayer 04 Leverkusen. Mit Leverkusen wurde er 1992 deutscher B-Jugendmeister, ehe er 1993 zum TV Lich wechselte. Mit den Hessen schaffte er 1999 den Aufstieg von der 2. Basketball-Bundesliga in die Basketball-Bundesliga. Während des Spieljahres 1999/2000 kam er in 21 Partien der höchsten deutschen Liga zum Einsatz und erzielte im Schnitt 6,5 Punkte. Allerdings verfehlte er mit Lich den Klassenverbleib, sodass er ab 2000 mit der Mannschaft wieder in der 2. Bundesliga ins Rennen ging.
2002 wechselte Szymanski von Lich zum Bundesligisten MTV 1846 Gießen. Bis Januar 2004 kamen im Gießener Hemd 25 Erstliga-Einsätze hinzu, wobei seine mittlere Spielzeit pro Begegnung jeweils weniger als zehn Minuten betrug. Im Januar 2004 kehrte er nach Lich in die zweite Liga zurück. Wegen einer Achillessehnenverletzung beendete er im Verlauf der Saison 2004/05 seine Spielerkarriere.
In Lich war Szymanski schon während seiner Spielerzeit als Jugendtrainer tätig, später übernahm er auch die Betreuung der zweiten Licher Herrenmannschaft sowie der U20-Mannschaft am Basketball-Leistungszentrum Mittelhessen. Ab Jahresbeginn 2007 war er Assistenztrainer der Licher Zweitligamannschaft. Im Sommer 2008 übernahm er das Traineramt beim Damen-Zweitligisten TSV Grünberg und blieb bis 2010 im Amt. In der Saison 2014/15 betreute er die Grünberger Damen erneut, allerdings wurde er bereits Ende November 2014 von Aleksandra Kojic abgelöst.